# Stéphane Mallarmé
Stéphane Mallarmé (IPA: [malaʀˈme], eredeti nevén Étienne Mallarmé) (Párizs, 1842. március 18. – Valvins, 1898. szeptember 9.) francia költő és műfordító.

## Élete
1842-ben született Párizsban, hatéves korában elvesztette édesanyját, nagyszülei nevelték, erősen vallásos szellemben. Különböző líceumokban és internátusokban tanult, közben kis füzetekbe verseket írt, amelyeket tanárai mindig elkoboztak tőle. Érettségi után nem gondolhatott arra, hogy majd megél a költészetből, így Edgar Allan Poe iránti lelkesedésből megtanul angolul, s e célból Angliába utazott.
Hogy eltartsa feleségét, angol nyelvtanár lett vidéken, majd két évtized múltán Párizsban sikerült tanári állást kapnia. (A Condorcet líceumban, majd a Janson de Sailly gimnáziumban, később a Rollin kollégiumban tanított). Nappal tanított, éjszaka otthoni dolgozószobájában alkotott. Kiegyensúlyozott életet élt, idejét munkahelye és családi otthona közt osztotta meg. Mestereinek Baudelaire-t és Poe-t tartotta. Legendás műgonddal alkotott, verseit minduntalan csiszolta. Életműve mindössze egy vékony kötet. Egyesek szerint Mallarmé tökéletes ellenpéldája annak, hogy az ihlethez „élni” kell.
Kevés barátja volt, de azokkal igen jó kapcsolatot ápolt, köztük volt Villiers és Mendès. Tíz éven át naponta látta Manet festőbarátját, barátságuk Manet haláláig tartott. A költészet és a festészet nagy mesterei kiválóan megértették egymást, 1876-ban Manet képen is megörökítette Mallarmét, ráadásul olyan festményen, amely az impresszionizmus egyik nyitánya.
Az 1880-as évektől köréje gyűltek a kortárs költők legjobbjai. Kedd esténként találkoztak Mallarmé lakásán. Mallarmét tekintették mesterüknek a francia szimbolista költők, de külföldiek is, franciák közül Henri de Régnier, Francis Vielé-Griffin, Saint-Pol-Roux, Paul Valéry, s jött a belga Verhaeren, az angol Oscar Wilde, a német Stefan George.
1894-ben nyugalomba vonult. 1898-ban, Valvins-ben halt meg.

## Költészete

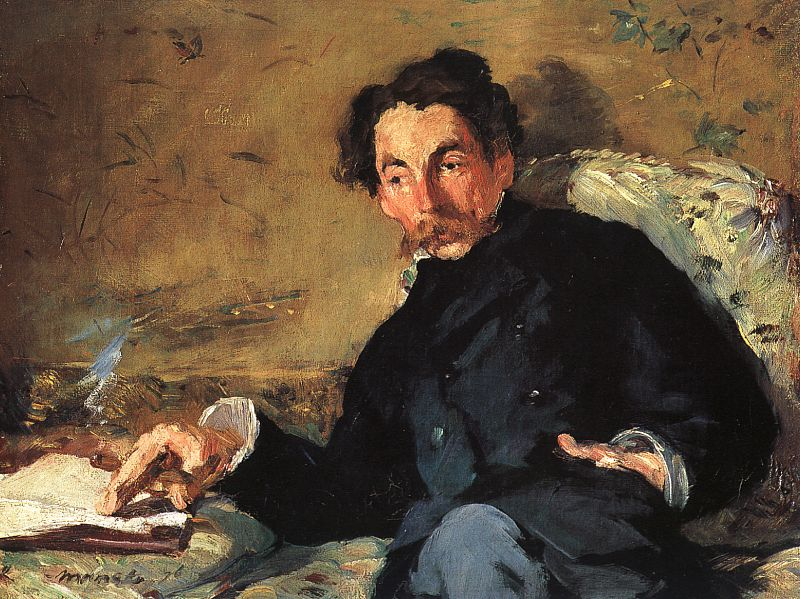
Manet festménye a költőről

Mallarmé az, aki „megcsinálja a szimbólum metafizikáját.” (Komlós Aladár) Legendás műgonddal írt: szerinte egyetlen szót sem szabhat meg a véletlen egy versben. Ő alkotta meg a „poésie pure”-t, azaz a „tiszta költészetet”, ami annyit tesz – az ő szavaival élve – hogy a versbe beleteszünk egy nagy adag homályt, ami által csak a kiválasztottak számára lesz érthető. Mallarmé tudatosan törekedett az érthetetlenségre: fölháborítónak tartotta, hogy minden „ágrólszakadt paraszt” megértheti a legnagyobb művészek gondolatait. Állítólag, amikor egy újságíró Verlaine temetésén el akarta kérni a gyászbeszédet, ezt mondta: „Várjon, hadd rakjak bele egy kis homályt!” A „tiszta költészet” tulajdonképpen a l’art pour l’art radikálisabb formájának is tekinthető: itt az öncélú szépség maga az érthetetlenség.
Utolsó költeményeinek egyike, a Kockadobás költői végrendeletének is tekinthető. E költemény sorai nem a megszokott tipográfia szerint helyezkednek el, képversként jelenik meg, ami a szabad vers és a prózavers korabeli tendenciáival korrelál. Somlyó György Apollinaire majdani képverseire utalva jelzi, hogy Mallarmé „kimozdította több évezredes stabilitásából az olvasmányt.”
Verseit több híres zeneszerző, köztük Debussy, Ravel és Pierre Boulez zenésítette meg.
Mallarmé műfordítással is foglalkozott, Poe műveit fordította franciára, 1875-ben kiadták a The Raven műfordítását, a művet Mallarmé festőbarátja, Manet illusztrálta.
Magyarországon először azokat a költeményeit fordították le a Nyugat körében, amelyeket még fiatalon, Baudelaire hatása alatt írt. Összes költeményeinek tolmácsolására Weöres Sándor vállalkozott az 1950-60-as években. 1985-ben Tellér Gyula fordításában jelent meg Kockadobás címen egy Mallarmé kötet.

## Versek
- Hérodiade (1864-1867)
- Brise Marine (Tengeri szél), (1865)
- Don du Poème (1865)
- Sóhaj (Soupir)
- L'après-midi d'un Faune (Egy faun délutánja) (1865)
- Előszó William Beckford Vathek című regényéhez (1876)
- Edgar Poe sírja (Le tombeau d'Edgar Poe), (1876)
- Petite philologie, les mots anglais (1877)
- Les Dieux antiques (1880)
- E szűz, e szertelen (Le vierge, le vivace et le bel aujourd’hui), (1887)
- Album de vers et de prose (1887)
- Pages (1891)
- Oxford, Cambridge, la musique et les lettres (1895)
- Látomás

## Műfordítások
- A holló (Edgar Allan Poe) (1875)
- L'Étoile des fées (W.C. Elphinstone Hope) (1881)
- Edgar Allan Poe versei, (1888)
- Le Ten O'Clock Lecture (James Abbott McNeill Whistler) (1888)

## Posztumusz kiadások
- Poésies (1899) (Sonnet en X)
- Un coup de dé n'abolira jamais le hasard (Kockadobás soha nem törli el a Véletlent), (1897–1898 körül) (1914)
- Vers de circonstance (1920)
- Igitur (1925)
- Contes indiens (1927)
- Pour un tombeau d'Anatole

## Magyarul
- Stéphane Mallarmé költeményei; ford. Weöres Sándor, prózaversford., jegyz., utószó Dobossy László; Magyar Helikon, Bp., 1964
- Kockadobás. Költemény; ford., tan. Tellér Gyula; Helikon, Bp., 1985 (Helikon stúdió)
- Stéphane Mallarmé és Paul Valéry versei; vál., szerk., utószó Szegzárdy-Csengery József, ford. Dobossy László et al.; Európa, Bp., 1990 (Lyra mundi)